# Lysapsus bolivianus
A Lysapsus bolivianus a kétéltűek (Amphibia) osztályának békák (Anura) rendjébe és a levelibéka-félék (Hylidae) családjába, azon belül a Pseudinae alcsaládba tartozó faj.

## Előfordulása
A faj Brazíliában és Bolíviában honos. Természetes élőhelye trópusi síkvidéki esőerdők.